# Yukimi Nagano
Yukimi Eleanora Nagano (née le 31 janvier 1982) est une chanteuse et compositrice suédoise.

## Biographie
Yukimi Nagano est née à Göteborg, en Suède, d'un père japonais, Yusuke Nagano, et d'une mère américano-suédoise, Joanne Brown. Elle est la chanteuse du groupe électronique suédois Little Dragon.

## Carrière
Yukimi Nagano a enregistré pour la première fois à l'âge de 18 ans, avec Andreas Slaag. Elle a ensuite travaillé avec le duo de jazz Suédois Koop sur les titres "Summer Sun" et "Bright Nights",puis sur "Come to Me", "I See a Different You" et "Whenever There Is You" pour l'album "Koop Islands". Elle a également contribué à l’album "Moving On" de Hird, notamment avec la chanson "Keep You Kimi" et la chanson titre "Moving On",
et a participé à l’album “Plastic Beach“  de Gorillaz avec les titres “Empire Ants“ et “To Binge“ en 2010.

## Sources
- Ressource relative à l'audiovisuel :   - IMDb
- Ressources relatives à la musique :   - AllMusic
  - Discogs
  - Last.fm
  - MusicBrainz
  - Muziekweb
  - Rate Your Music
  - Songkick